# Ascensión Marcos
Ascensión Marcos Sánchez es una farmacéutica e investigadora española, profesora del Consejo Superior de Investigaciones Científicas (CSIC) y directora del grupo de investigación en inmunonutrición en el Instituto de Ciencia y Tecnología de Alimentos y Nutrición (ICTAN). 

## Biografía
Doctora en farmacia e investigadora, ha sido pionera en el campo de la inmunonutrición en España, una ciencia que engloba aspectos relacionados con la nutrición y su impacto en el sistema inmune.Fue fundadora y presidenta del International Forum of Immunonutrition for Education, en 2007 y, desde 2014, preside la International Society for Immunonutrition. Cuenta con una amplia trayectoria internacional como difusora de la materia a través de cursos y congresos.Fue presidenta de la Federación Española de Sociedades de Nutrición, Alimentación y Dietética (FESNAD), desde 2015 hasta 2020.
Ha participado en más de cien proyectos de investigación y contratos con la industria, y es investigadora principal en más de setenta. Ha coordinado varios proyectos en nutrición, trastornos alimentarios y obesidad, como el de la producción de Moringa oleífera en la península ibérica. Las principales líneas de investigación del grupo en Inmunonutrición (ICTAN) que ella dirige desde 1987 en el CSIC están orientadas al estado nutricional de poblaciones y factores de riesgo en patologías relacionadas con la nutrición, por una parte, y, por la otra, a la  bioactividad y efectos en la salud de los alimentos funcionales.El ICTAN es pionero en España en inmunonutrición.

## Publicaciones
Ha publicado más de trescientos artículos, es editora invitada en 17 suplementos de revistas, 86 artículos, y es coautora y editora de varios libros entre los que se encuentran:
- Inmunonutrición, Marcos Sánchez, Ascensión / Nova Rebato, Esther / Gómez-Martínez, Sonia / Díaz Prieto, Ligia Esperanza,  Consejo Superior de Investigaciones Científicas (2023). ISBN: 978-84-00-11141-0

- Association of Moderate Beer Consumption with the Gut Microbiota and SCFA of Healthy Adults. Molecules González-Zancada N, Redondo-Useros N, Díaz LE, Gómez-Martínez S, Marcos A., Nova E. (2020).
- Evaluation of Lactobacillus coryniformis Microbiota and Lifestyle: A Special Focus on Diet, Redondo-Useros N, Nova E, González-Zancada N, Díaz LE, Gómez-Martínez S, Marcos A. (2020).
- Nova E, Pérez de Heredia F, Gómez-Martínez S, Marcos A. "The Role of Probiotics on the Microbiota: Effect on Obesity" Nutr Clin Pract  (2016).

## Premios y reconocimientos
- Profesora honorífica de la Universidad Complutense de Madrid por los Departamentos de Inmunología (Facultad de Medicina) y Nutrición y Ciencias de la Alimentación (Facultad de Farmacia).[8]

- En 2011 se convirtió en Académica Correspondiente de la Real Academia de Farmacia de Cataluña.[8]
- En 2018 recibió la Medalla del Consejo General de Colegios Oficiales de Farmacéuticos a la trayectoria profesional.
- En 2022 fue nombrada Académica Numeraria de la Real Academia Nacional de Farmacia.[8]